# وانغ غانغ
وانغ غانغ (بالصينية: 王刚) هو لاعب كرة قدم صيني في مركز نصف الجناح، ولد في 17 فبراير 1989 في تيانجين في الصين. شارك مع منتخب الصين لكرة القدم. أما مع النوادي، فقد لعب مع شاندونغ لونينغ ونادي بنفيكا ونادي بيرا مار ونادي غويزهو رينهي.

## وصلات خارجية
- وانغ غانغ على موقع قاعدة بيانات كرة القدم.إي يو (الإنجليزية)
- وانغ غانغ على موقع ناشيونال فوتبول تيمز (الإنجليزية)
- وانغ غانغ على موقع Soccerway.com (الإنجليزية)